# Hanso Foundation
Hanso Foundation er et fiktiv selskab i den amerikanske tv-serie Lost. Hanso Foundation blev grundlagt af den danske forretningsmand Alvar Hanso.
| Lost | Spire Denne artikel om tv-serien Lost er en spire som bør udbygges. Du er velkommen til at hjælpe Wikipedia ved at udvide den. |